# Akebono (sumoworstelaar)

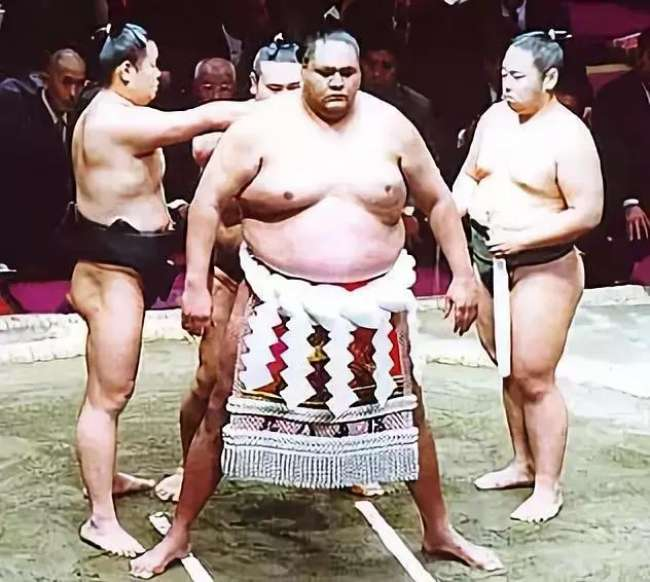
Akebono Tarō

Akebono Taro (曙太郎 Akebono Tarō, geboren als Chad George Ha'aheo Rowan) (Waimanalo (Hawaï), 8 mei 1969 – Tokio, april 2024 ) was een Amerikaanse-Japanse sumoworstelaar. Op 27 januari 1993 bereikte Akebono als eerste niet-Japanner de status van yokozuna, wat de hoogste rang in het sumoworstelen is. 

## Biografie
De naam Akebono is de Japanse vertaling voor dageraad. Ondanks dat er in Japan een behoorlijke minachting heerst tegenover worstelaars die van origine geen Japanner zijn, was er wel degelijk een groot respect voor Akebono. Tijdens de openingsceremonie van de Olympische Winterspelen 1998 in Nagano, werd er voor ieder deelnemend land een sumoworstelaar ingezet, die dat land diende te vertegenwoordigen. Voor Japan was dat Akebono.
Akebono begon met sumo in maart 1988, tegelijkertijd met Takanohana Koji en Wakanohana die uiteindelijk zijn grote concurrenten als yokozuna zouden worden. Hij groeide snel in status en evenaarde het record voor de meeste opeenvolgende kachikoshi (het behalen van een positief saldo overwinningen ten opzichte van nederlagen in een toernooi). Pas nadat hij de derde rang van sekiwake had behaald leed hij zijn eerste makekoshi (een negatief saldo in een toernooi). In maart 1990 promoveerde hij naar de juryo klasse en in september van datzelfde jaar naar de hoogste klasse makuuchi.
Nadat hij in 1992 een jaar lang in de top van de makuuchi meedraaide, maar niet verder kwam dan 8-7's en 7-8'en, leefde Akebono plotseling op met een 13-2 kachikoshi in januari. Hij miste hiermee rakelings de promotie, maar twee toernooien later bereikte hij opnieuw een score van 13-2, wat die keer wel goed genoeg was om naar de Ōzeki te promoveren. Gedurende de zomerperiode raakte hij geblesseerd en kon enige tijd niet in actie komen. Bij zijn comeback in november 1992 en het daaropvolgende toernooi in januari 1993 werd hij echter als kampioen in de Ōzeki gekroond en promoveerde hij naar de status van yokozuna.

## Yokozuna tijdperk
Akebono kwam lange tijd als yokozuna uit in de makuuchi klasse en bevond zich ook hier regelmatig bij de besten. In de bijna acht jaar dat hij in deze divisie actief was, wist hij elfmaal divisiekampioen te worden. Zijn grootste prestatie beleefde hij toen hij maar liefst drie toernooien achter elkaar wist te winnen, een prestatie die slechts voor enkelen is weggelegd. Ook won hij een honbasho (een van de zes toptoernooien) door, nadat hij en de broers Takanohana en Wakanohana op gelijke hoogte waren geeïndigd, de navolgende play-off te winnen. Het enige manco aan de carrière van Akebono was dat hij vanwege zijn lengte zeer blessuregevoelig was.
Met zijn 2,04 meter lengte en zijn gewicht van rond de 235 kilogram was Akebono een van de grootste en zwaarste sumoworstelaars uit de geschiedenis van de sport. Zijn relatief lange benen, welke doorgaans als een nadeel gezien worden, gebruikte hij juist als wapen door uren te trainen op de techniek die juist met behulp van zijn benen de tegenstanders uit de dohyo (ring) moesten doen belanden. In zijn beste tijd presteerde hij zo goed dat hij zijn grootste concurrenten al met een of twee handelingen de dohyo uit kon krijgen.
De strijd die er heerste tussen Akebono en Takanohana (twee grootheden van het sumo) zal nooit een winnaar krijgen, aangezien beiden van de in totaal dertig onderlinge wedstrijden er vijftien wisten te winnen. Nadat hij in november 2000 voor de elfde maal de topdivisie op zijn naam had geschreven kreeg hij opnieuw te kampen met een blessure. In plaats van een langdurige revalidatie aan te gaan, koos hij ervoor te stoppen met zijn carrière. Hiermee is hij een van de weinige sumoworstelaars die zijn laatste toernooi in winst heeft weten om te zetten.
Na zijn carrière als worstelaar werd hij trainer van de Japanse sumobond. In 2003 zei hij het sumo echter geheel vaarwel en ging hij aan de slag als K-1 vechter in Japan. Daar had hij enkele overwinningen en meerdere nederlagen. Een van zijn overwinningen was tegen karateka Nobuaki Kakuda. Nederlagen waren onder andere tegen de Braziliaans jiujitsu-expert Royce Gracie, de Nigeriaan Bobby Ologun en de Surinaams-Nederlandse kickbokser Remy Bonjasky, die Akebono in de derde ronde, met een highkick tegen het hoofd, knock-out trapte. In maart 2005 wist Akebono een binnen de WWE georganiseerde sumowedstrijd te winnen van, de entertainmentworstelaar, Big Show, een van de grootste entertainmentworstelaars ooit. Akebono gooide Big Show de ring uit, na een mislukte poging Akebono op te tillen, wat enkele tientallen centimeters lukte.
Akebono overleed in april op 54-jarige leeftijd aan hartfalen.